# Валлерштайн (Баварія)
Валлерштайн (нім. Wallerstein) — громада в Німеччині, знаходиться в землі Баварія. Підпорядковується адміністративному округу Швабія. Входить до складу району Донау-Ріс. Центр об'єднання громад Валлерштайн.
Площа — 19,45 км2. Населення становить 3376 ос. (станом на 31 грудня 2020).

## Галерея

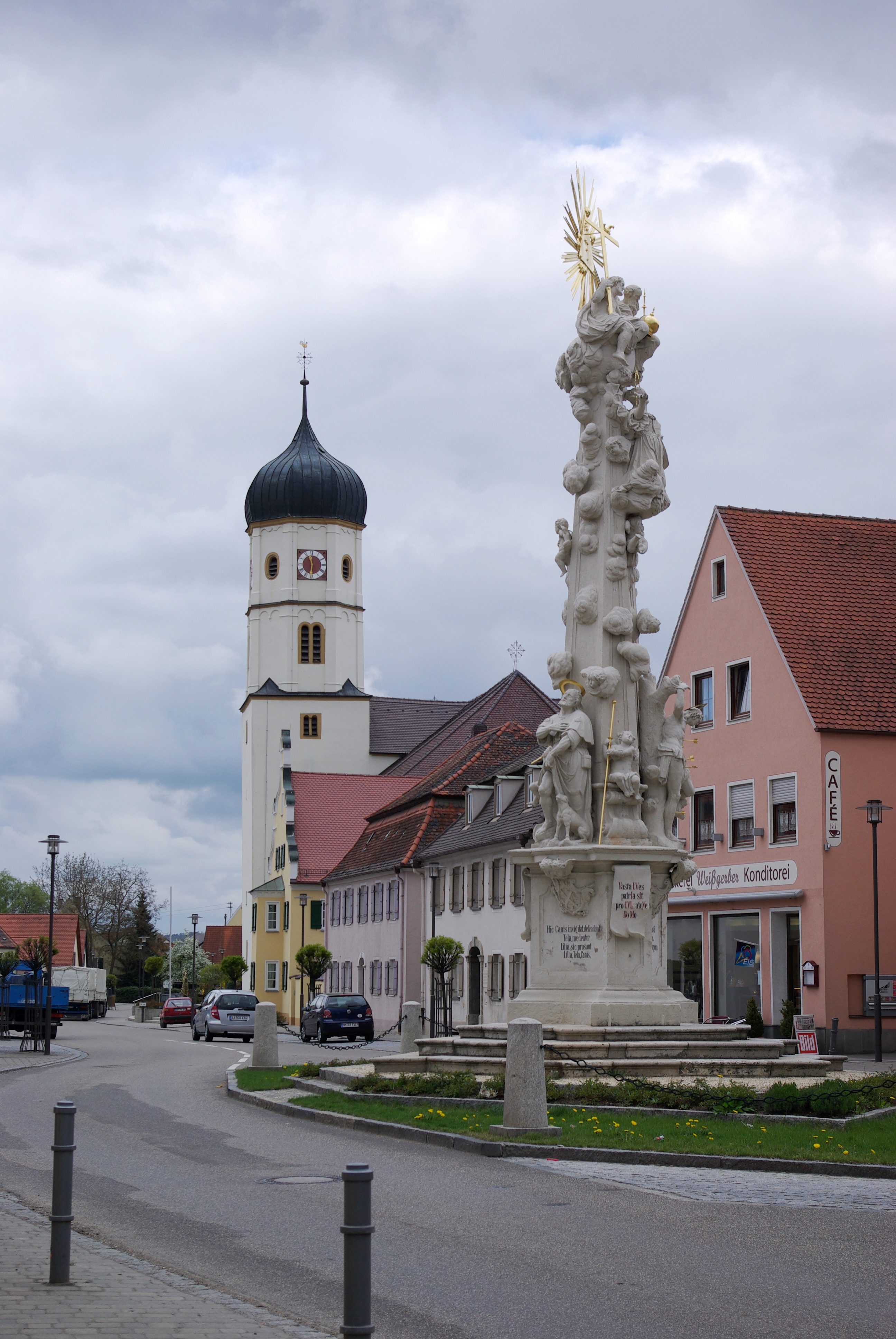
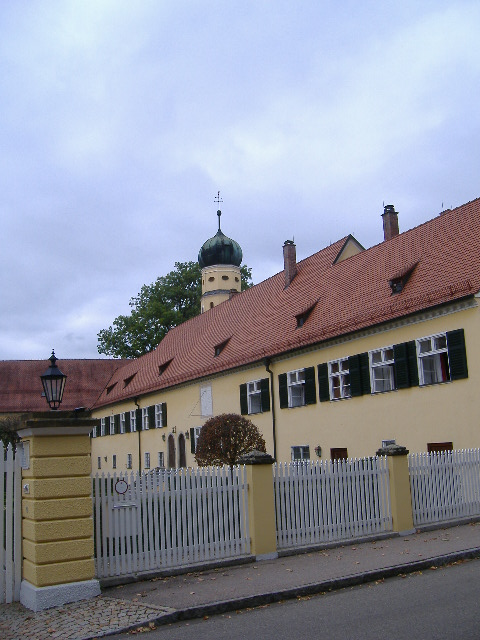
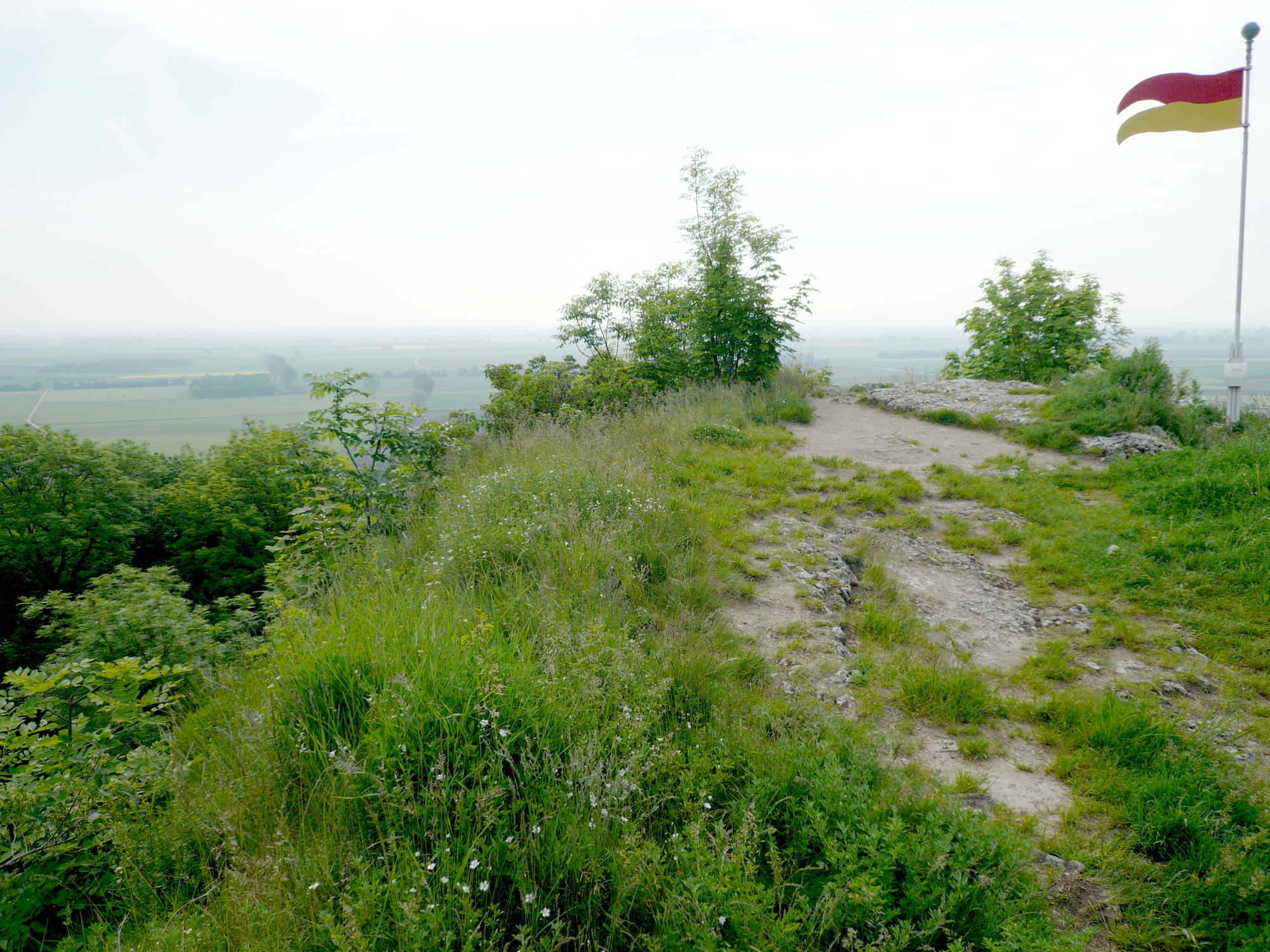
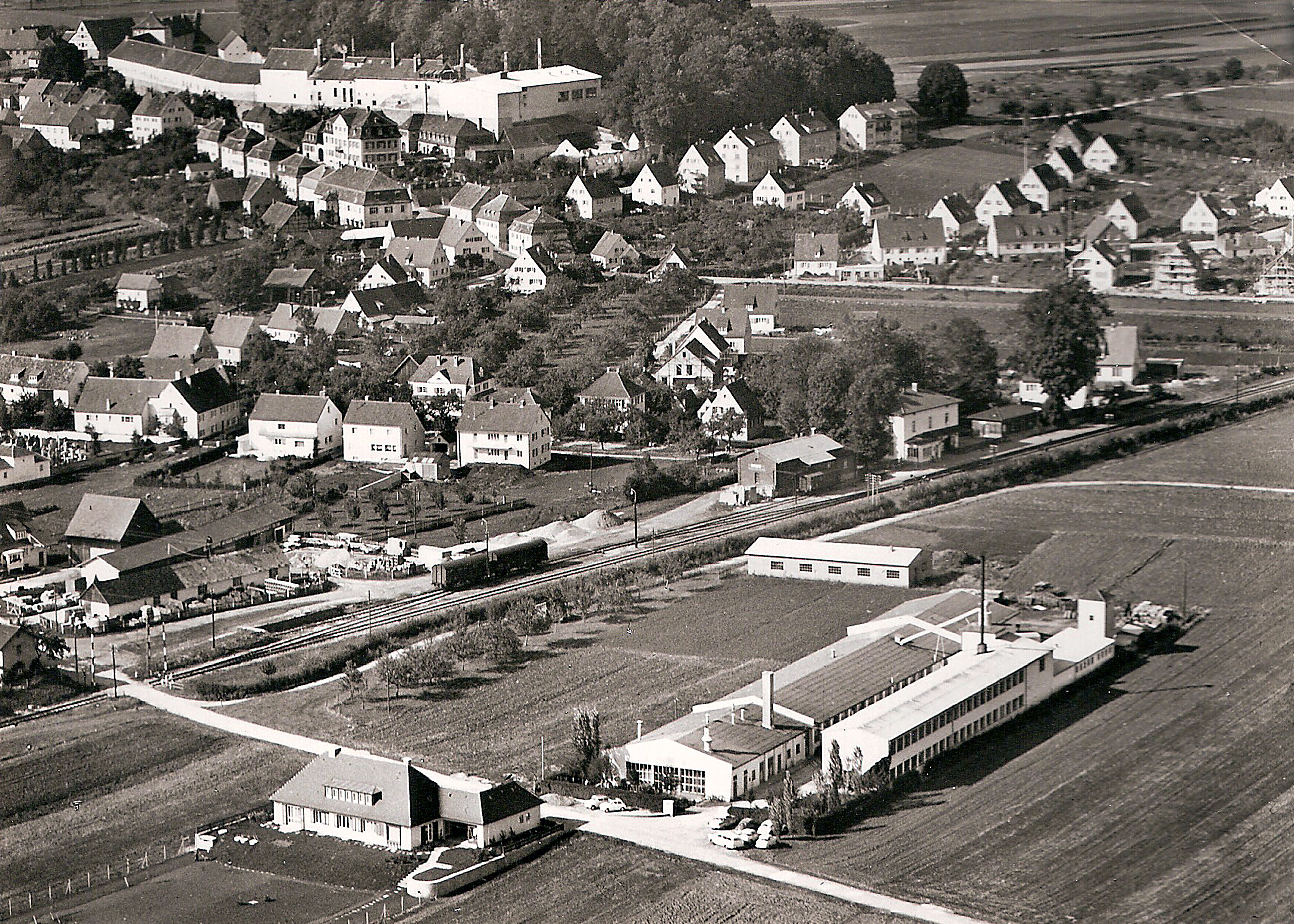